# Albert Samama-Chikli
Albert Samama-Chikli (in arabo ألبير شمامة شيكلي‎?; Tunisi, 24 gennaio 1872 – Tunisi, 28 dicembre 1934) è stato un regista e fotografo tunisino.
È considerato uno dei primi cineasti tunisini, come lo definì Férid Boughedir. Era padre dell'attrice Haydée Tamzali, che raggiunse la notorietà recitando nei suoi film.

## Filmografia
- Antwerpen en Oostende - cortometraggio (1909)
- Brugge en Brussel (1909)
- Zohra - cortometraggio (1922)
- La Fille de Carthage - cortometraggio (1924)